# Chiesa dei Santi Lorenzo e Silvestro

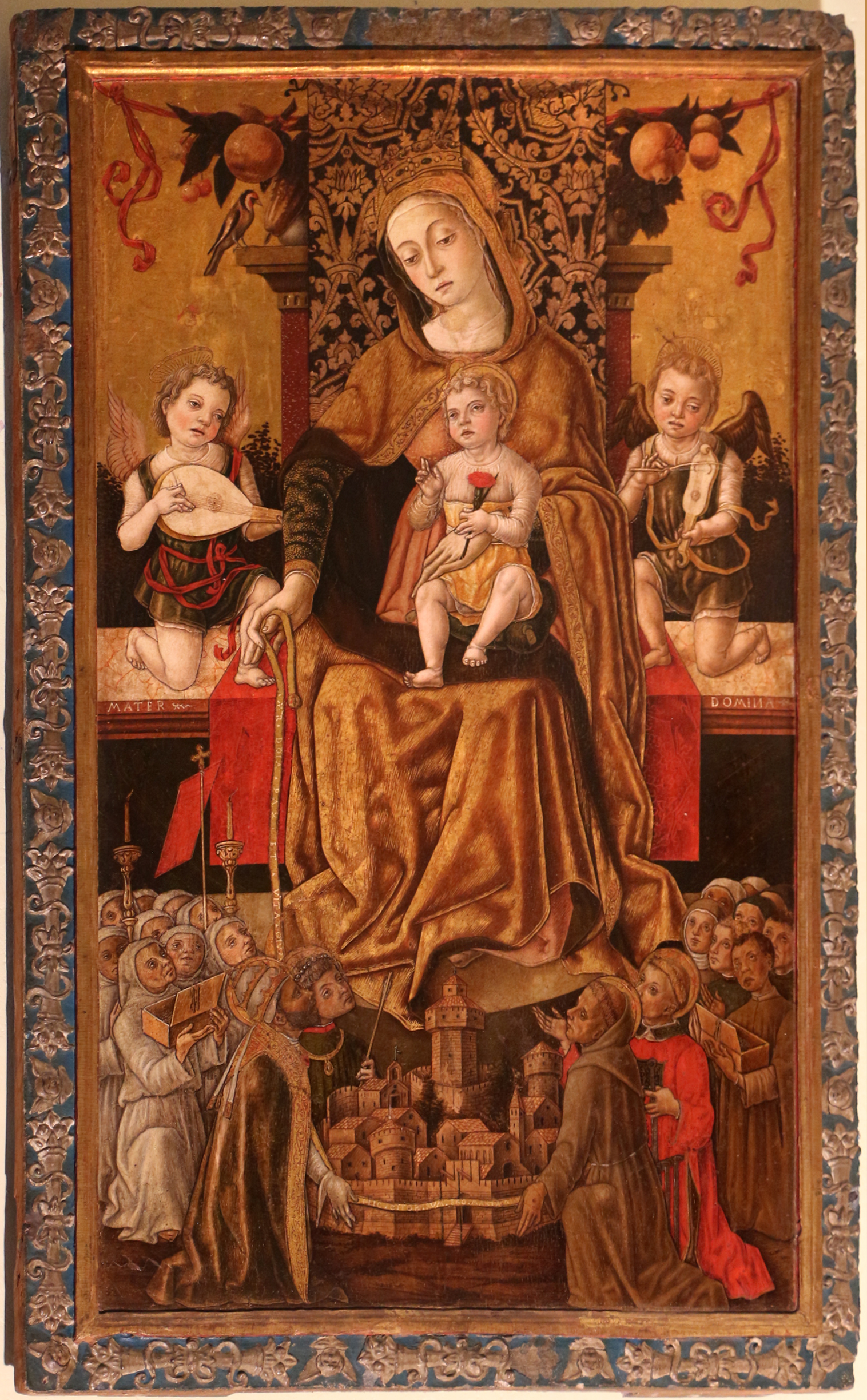
Vittore Crivelli, Madonna della Misericordia

La chiesa dei Santi Lorenzo e Silvestro è la parrocchiale di Massa Fermana.

## Descrizione
La chiesa si affaccia su via Garibaldi, all'angolo con via Guerrieri, ed è celebre per aver ospitato il Polittico di Massa Fermana (1468), prima opera di Carlo Crivelli nelle Marche. La cappella destra del presbiterio conteneva inoltre un'opera di suo fratello Vittore, la Madonna col bambino e angeli tra i santi Lorenzo, Francesco, Rufino e Silvestro, in cui si vedono anche i confratelli committenti e vari devoti. Entrambe le opere sono state trasferite, nel 2018, nella Pinacoteca Civica del paese, come anche una Disputa sull'Immacolata Concezione di Durante Nobili, del 1569. 
In sagrestia è la tela con Assunzione e santi di Sebastiano Ghezzi.